# 筑先抗日游击纵队
筑先抗日游击纵队，简称筑先纵队，1939年1月14日成立的八路军抗日游击纵队，司令员为张维翰，后归八路军第一二九师先遣纵队指挥。

## 背景
1938年11月14日，侵华日军千叶联队围攻聊城，山东省六区游击司令范筑先殉国。生前，范筑先曾积极在鲁西北地区与中国共产党合作抗日，但其牺牲后，鲁西北抗日民族统一战线随即遭到破坏。
1938年12月，八路军总部命令八路军第一二九师师长刘伯承、政治委员邓小平率该师第三八六旅主力和先遣支队一部进入冀南和鲁西北。

## 历史
1939年1月14日，根据八路军总部指示，山东省第六区抗日游击大队第十支队及第三、六、七、十六支队各一部在冠县改编为八路军筑先抗日游击纵队，张维翰任司令员，袁仲贤任政治部主任。纵队以抗日牺牲将领范筑先的名字命名。
随后，津浦支队、青年纵队及第一二九师骑兵团先后进入鲁西北地区，后和筑先纵队统归先遣纵队指挥。1940年5月，筑先纵队与八路军129师抗日先遣纵队合编为八路军新编第八旅。